# Law Leong Tim
Law Leong Tim (20 de octubre de 1993) es un deportista hongkonés que compite en triatlón. Ganó una medalla de bronce en los Juegos Asiáticos de 2018, y una medalla de bronce en el Campeonato Asiático de Triatlón de 2015.

## Palmarés internacional
| Juegos Asiáticos    | Juegos Asiáticos      | Juegos Asiáticos  | Juegos Asiáticos |
| Año                 | Lugar                 | Medalla           | Prueba           |
| ------------------- | --------------------- | ----------------- | ---------------- |
| 2018                | Palembang (Indonesia) | Medalla de bronce | Relevo mixto     |
| Campeonato Asiático |                       |                   |                  |
| Año                 | Lugar                 | Medalla           | Prueba           |
| 2015                | Nueva Taipéi (Taiwán) | Medalla de bronce | Relevo mixto     |